# Here, My Dear
Az 1978-as Here, My Dear Marvin Gaye dupla nagylemeze. Kezdetben kereskedelmi kudarc volt, a kritikusok is csak később, a CD-kiadások megjelenése után figyeltek fel rá. 2003-ban a Rolling Stone magazin Minden idők 500 legjobb albuma listáján a 462. helyre került. Szerepel az 1001 lemez, amit hallanod kell, mielőtt meghalsz című könyvben.

## Az album dalai
| 1. | Here, My Dear                                           | Marvin Gaye       | 2:48 |
| 2. | I Met a Little Girl                                     | Gaye              | 5:03 |
| 3. | When Did You Stop Loving Me, When Did I Stop Loving You | Gaye              | 6:17 |
| 4. | Anger                                                   | Delta Ashby, Gaye | 4:04 |

| 1. | Is That Enough          | Gaye              | 7:47 |
| 2. | Everybody Needs Love    | Ed Townsend, Gaye | 5:48 |
| 3. | Time to Get It Together | Gaye              | 3:55 |

| 1. | Sparrow                                                                  | Townsend, Gaye | 6:12 |
| 2. | Anna's Song                                                              | Gaye           | 5:56 |
| 3. | When Did You Stop Loving Me, When Did I Stop Loving You (instrumentális) | Gaye           | 6:03 |

| 1. | A Funky Space Reincarnation                                      | Gaye | 8:18 |
| 2. | You Can Leave, But It's Going to Cost You                        | Gaye | 5:32 |
| 3. | Falling in Love Again                                            | Gaye | 4:39 |
| 4. | When Did You Stop Loving Me, When Did I Stop Loving You (repríz) | Gaye | 0:47 |

## Helyezések

### Album
| Év   | Lista                  | Helyezés |
| ---- | ---------------------- | -------- |
| 1979 | Billboard Pop Albums   | 26       |
| 1979 | Billboard Black Albums | 4        |

### Kislemezek
| Év   | Kislemeze                   | Lista                   | Helyezés |
| ---- | --------------------------- | ----------------------- | -------- |
| 1979 | A Funky Space Reincarnation | Billboard Black Singles | 23       |

## Közreműködők
- Marvin Gaye – ének, szintetizátor, dob
- Charles Owens – tenorszaxofon
- Wally Ali – gitár
- Gordon Banks – gitár
- Frank Blair – basszusgitár
- Elmira Collins – ütőhangszerek
- Ernie Fields, Jr. – altszaxofon
- Fernando Harkness – tenorszaxofon
- Gary Jones – ütőhangszerek
- Nolan Andrew Smith – trombita
- Bugsy Wilcox – dob

## Fordítás
Ez a szócikk részben vagy egészben a Here, My Dear című angol Wikipédia-szócikk ezen változatának fordításán alapul.  Az eredeti cikk szerkesztőit annak laptörténete sorolja fel. Ez a jelzés csupán a megfogalmazás eredetét és a szerzői jogokat jelzi, nem szolgál a cikkben szereplő információk forrásmegjelöléseként.